# Turkmenistán en los Juegos Olímpicos de Sídney 2000
Turkmenistán estuvo representado en los Juegos Olímpicos de Sídney 2000 por ocho deportistas, cuatro hombres y cuatro mujeres, que compitieron en seis deportes.
El portador de la bandera en la ceremonia de apertura fue el atleta Chary Mamedov. El equipo olímpico turcomano no obtuvo ninguna medalla en estos Juegos.